# Clifford Grey
Clifford Grey, född 5 januari 1887 i Birmingham i England, död 25 september 1941 i Ipswich i Suffolk, var en engelsk skådespelare, författare och manusförfattare.
Som manusförfattare skrev Grey 35 verk mellan 1925 och 1941, till exempel Rome Express (1932), Mimi (1935), och Yes, Madam? (1939, vilken filmatiserades nästkommande år). Hans kanske mest kända verk är Hit the Deck vilken gjordes som musikal 1955.

## Filmografi (i urval)
- 1921 – Karneval
- 1930 – Zigenarkärlek